# Aculepeira visite
Aculepeira visite là một loài nhện trong họ Araneidae.
Loài này thuộc chi Aculepeira. Aculepeira visite được Herbert Walter Levi miêu tả năm 1991.